# RTL Transportwereld
RTL Transportwereld (ook bekend als Transportwereld), is een Nederlands programma over transport en logistiek dat wekelijks wordt uitgezonden bij RTL 7 en ook te zien is op Videoland, YouTube en diverse sociale media.
Het programma besteedt aandacht aan vervoer per spoor, over de weg, door de lucht en over het water. In het programma ziet men nieuw materieel, innovaties en bijzondere logistieke processen. 
Het vaste team van presentatoren bestaat uit Allard Kalff, Martijn Kuipers en Iep van der Meer.
Transportwereld bestaat sinds 2000 en wordt geproduceerd door PMG (Pilarczyk Media Groep) in Huizen. 